# Izumozaki
Izumozaki (出雲崎町 Izumozaki-machi?) es un pueblo en la prefectura de Niigata, Japón, localizado en la parte centro-oeste de la isla de Honshū, en la región de Chūbu. El 1 de marzo de 2021 tenía una población estimada de 4090 habitantes y una densidad de población de 92 personas por km².

## Geografía
Izumozaki se encuentra en una región costera en la parte central de la prefectura de Niigata, bordeada por el mar de Japón al oeste.

## Historia
El área del actual Izumozaki era parte de la antigua provincia de Echigo. Durante el período Edo, era un territorio tenryō controlado directamente por el shogunato Tokugawa, y la ubicación del daikansho de Izumozaki. Después del comienzo del período Meiji, el área se organizó en el distrito de Santō, Niigata, y el pueblo de Izumozaki se estableció el 1 de abril de 1886. El 1 de abril de 1904, Izumozaki anexionó el pueblo vecino de Amaze y se fusionó con Nishikoshi el 20 de junio de 1957.

## Economía
La pesca comercial domina la economía local. Un gran porcentaje de la población activa viaja a las vecinas Nagaoka o Kashiwazaki.

## Demografía
Según los datos del censo japonés, la población de Izumozaki ha disminuido constantemente en el último medio siglo.
| Gráfica de evolución demográfica de Izumozaki entre 1960 y 2015 |
|                                                                 |
| Oficina de Estadísticas de Japón                                |